# Droga wojewódzka 411
Die Droga wojewódzka 411 (DW 411) ist eine 21 Kilometer lange Droga wojewódzka (Woiwodschaftsstraße) in der polnischen Woiwodschaft Opole, die Nysa mit der politischen Grenze zu Tschechien verbindet. Die Strecke liegt im Powiat Nyski.

## Streckenverlauf
Woiwodschaft Opole, Powiat Nyski
-  Nysa (Neisse) (DK 41, DK 46, DW 406, DW 407)
- Podkamień (Steinhübel)
- Przełęk (Preiland)
- Polski Świętów (Polnisch Wette)
- Nowy Świętów (Deutsch Wette)
- Bodzanów (Langendorf)
-  Głuchołazy (Ziegenhals) (DK 40)
- Konradów (Dürr Kunzendorf)
-  Politische Grenze:  Tschechien